# 曹华 (导演)
曹华（1977年2月17日—），中国导演、动作指导。早年学习于张家口市体校武术队，曾获河北省武术套路六项个人全能冠军。后从事影视事业，包括参演《少林足球》、《碧血剑》，在《天龙八部》、《十面埋伏》、《神雕侠侣》、《慶餘年》等担任动作指导，执导《狼殿下》、《飞狐外传》等影视作品。

## 代表作品

### 动作指导
- 2002年《英雄》[3]
- 2003年《天龙八部》[2]
- 2004年《十面埋伏》[2]
- 2005年《宝莲灯》[2]
- 2006年《神雕侠侣》[2]
- 2010年《西游记》[4]
- 2020年《慶餘年》

### 导演
- 2017年《侠捕》[5]
- 2020年《狼殿下》（总导演陈玉珊）[6]
- 2021年《谁是凶手》（B组导演）
- 2022年《飞狐外传》（总导演连奕名）[7]
- 待播《无忧渡》（总导演林玉芬）

### 演员
- 2001年《少林足球》 饰演 	魔鬼队守门员
- 2007年《碧血剑》 饰演 馬公子